# Vsevolode Nicouline
Vsevolod Petrovič Nikulin, noto in Italia come Vsevolode Nicouline, (Nikolaev, 27 novembre 1890 – Milano, 18 luglio 1968), è stato un disegnatore, illustratore, pittore e scenografo russo naturalizzato italiano, noto per avere illustrato un gran numero di volumi per diversi editori come Mondadori, Principato, Hoepli, Treves, Bemporad; particolarmente densa la sua attività per la collana per ragazzi La Scala d'oro della casa editrice UTET.

## Biografia
Nato da un padre pope ortodosso nei pressi di Odessa, frequenta in quella città l'Accademia di Belle Arti dove studia fino al 1914 con gli scultori italiani Luigi Jorini e Giuseppe Mormone e, nei due anni successivi, studia presso l'Accademia Imperiale di Belle Arti (Imperatorskaja Akademija Chudožestv) di Pietrogrado, licenziandosi nel 1917.
Durante la Rivoluzione russa combatte come ufficiale nella Guardia Bianca controrivoluzionaria per poi fuggire prima ad Odessa e a Costantinopoli e quindi, da lì, espatriare in Italia dove giunge nel 1920 stabilendosi a Genova e poi a Nervi accompagnato dalla contessa Aida Bossalini che diverrà in seguito sua moglie.
L'attività di pittore inizia nelle vesti di modello presso l'Accademia ligustica di belle arti di Genova per poi cominciare attivamente nel 1921 con una sua tela, La Battaglia di Samurai, che viene acquistata dalla Galleria Moretti dove, nel dicembre di quell'anno, il Nicouline assembla una mostra di xilografie. Sempre nel 1921 presenta un suo acquerello, Leggenda giapponese, alla LXVII Esposizione della Società per le Belle Arti di Genova a cui garantirà la sua partecipazione fino al 1940.
Dopo avere partecipato a diverse manifestazioni ed esposizioni con i suoi acquarelli, alla fine degli anni Venti realizza calendarietti profumati sul tema “Danze orientali” per le profumerie Satinine di Milano e con illustrazioni sul tema “Fiabe russe” per i profumi e prodotti farmaceutici Bertelli.
Negli anni Trenta l'arte del Nikulin vira decisamente verso l'attività di illustratore: compone copertine per il mensile illustrato di Treves Il secolo XX, per la rivista Mammina della casa editrice Lar e La Donna di Mondadori. Dal 1935 al 1945 illustra, preferendo personaggi mitologici, per la celeberrima collana per ragazzi La Scala d'oro della UTET di Torino, le serie 3 (Le leggende del Gral, 1938), 4 (I Cavalieri di Artù, 1935) , 5 (Le avventure di Candullino, 1936), 6 (La leggenda di Enea, 1940; Nel regno di Ariele, 1938),7 (Nel regno di Melpòmene, 1940) e 8 (Racconti straordinari, novelle di Edgardo Poe, 1945, ristampa).